# Stelmagonum hahnianum
Stelmagonum hahnianum är en oleanderväxtart som beskrevs av Henri Ernest Baillon. Stelmagonum hahnianum ingår i släktet Stelmagonum och familjen oleanderväxter. Inga underarter finns listade i Catalogue of Life.